# Union Brescia
Union Brescia (offiziell Union Brescia Srl) ist ein italienischer Fußballverein aus der lombardischen Stadt Brescia. Er wurde 2025 gegründet und spielt in der Serie C.

## Geschichte
Der ursprünglich in Brescia beheimatete Profiklub Brescia Calcio spielte in der Saison 2024/25 in der Serie B und erreichte dort knapp den Klassenerhalt. Aufgrund ausgebliebener Gehaltszahlungen an die Spieler wurden Brescia Calcio jedoch vier Punkte abgezogen, sodass der Klub nach Saisonende auf einen direkten Abstiegsplatz rutschte. Aufgrund ausstehender Verbindlichkeiten und den anstehenden finanziellen Herausforderungen in der Serie C meldete Brescia Calcio Insolvenz an. Im Zuge dessen wurde der seit 114 Jahren bestehende Klub, bei dem u. a. Größen wie Roberto Baggio, Pep Guardiola, Gheorghe Hagi, Marek Hamšík und Andrea Pirlo gespielt haben, aufgelöst.
Zur Fortführung des Profifußballs in Brescia wurde am 17. Juli 2025 Union Brescia gegründet und die Lizenz des nahegelegenen und bereits in der Serie C spielenden Klubs Feralpisalò übernommen. Durch die Auflösung von Feralpisalò darf Union Brescia in der Saison 2025/26 in der Serie C starten. Neben Trainer Aimo Diana wechselten auch zahlreiche Spieler von Feralpisalò zu Union Brescia.

## Spielstätte

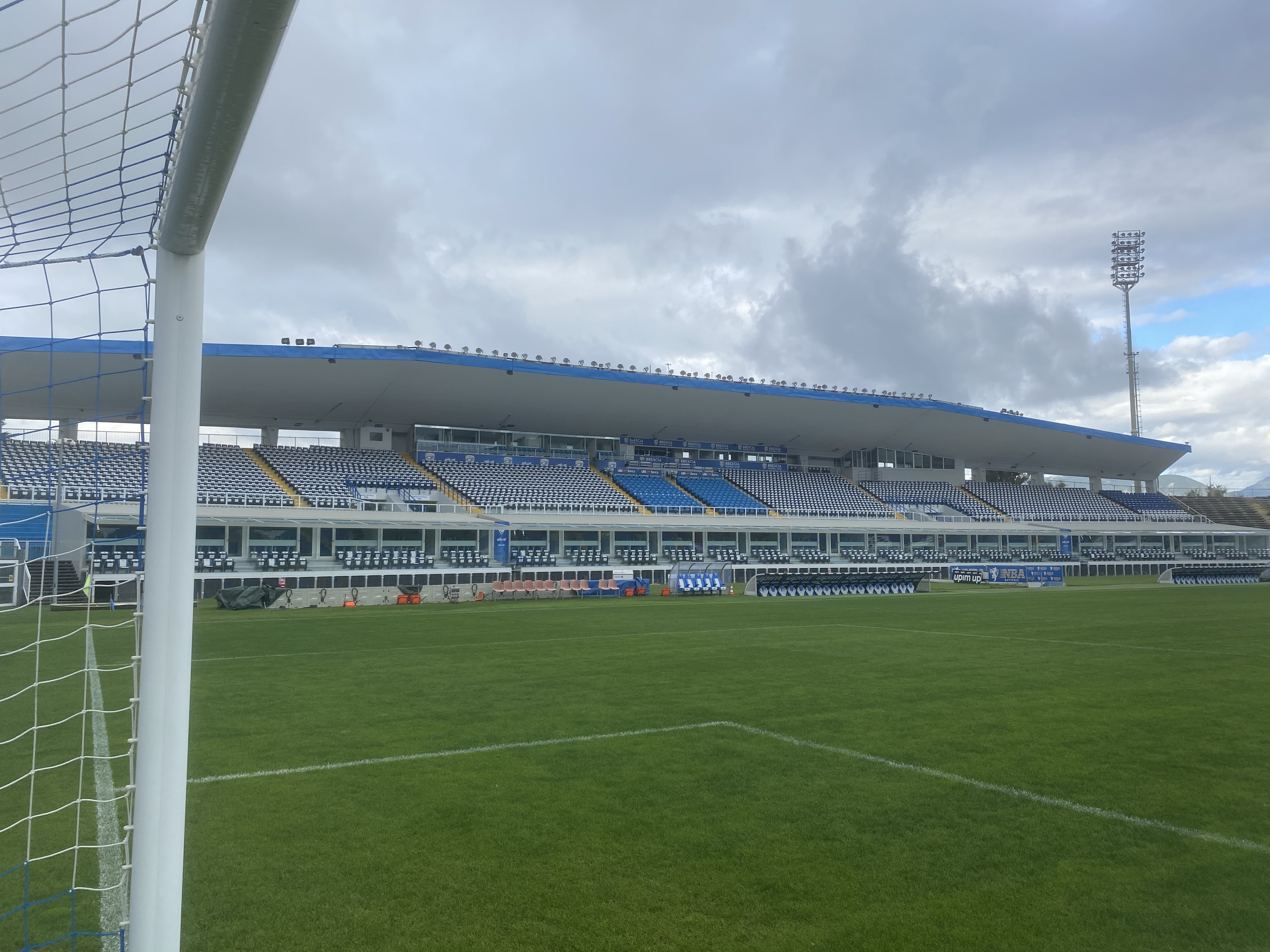
Stadio Mario Rigamonti (2020)

Als Spielstätte dient das Stadio Mario Rigamonti in Brescia, das zuvor auch von Brescia Calcio genutzt wurde. Es bietet ein Fassungsvermögen von 19.550 Plätzen.